# ازدواج همجنس در نیوزیلند
ازدواج همجنس در نیوزیلند در ۱۷ آوریل ۲۰۱۳طبق یک لایحه در مجلس نمایندگان نیوزیلند با ۷۷ رأی موافق در مقابل ۴۴ رأی مخالف تصویب شد.
وزارت کشور نیوزلند ۴ ماه پس از این تاریخ این قانون را اجرایی کرد. نیوزلند اولین کشور در اقیانوسیه، دومین در قلمرو همسود (بعد از کانادا) است که ازدواج همجنس را به رسمیت می‌شناسد.